# Gruna (Naturschutzgebiet)
Koordinaten: 51° 31′ 26″ N, 12° 38′ 55″ O

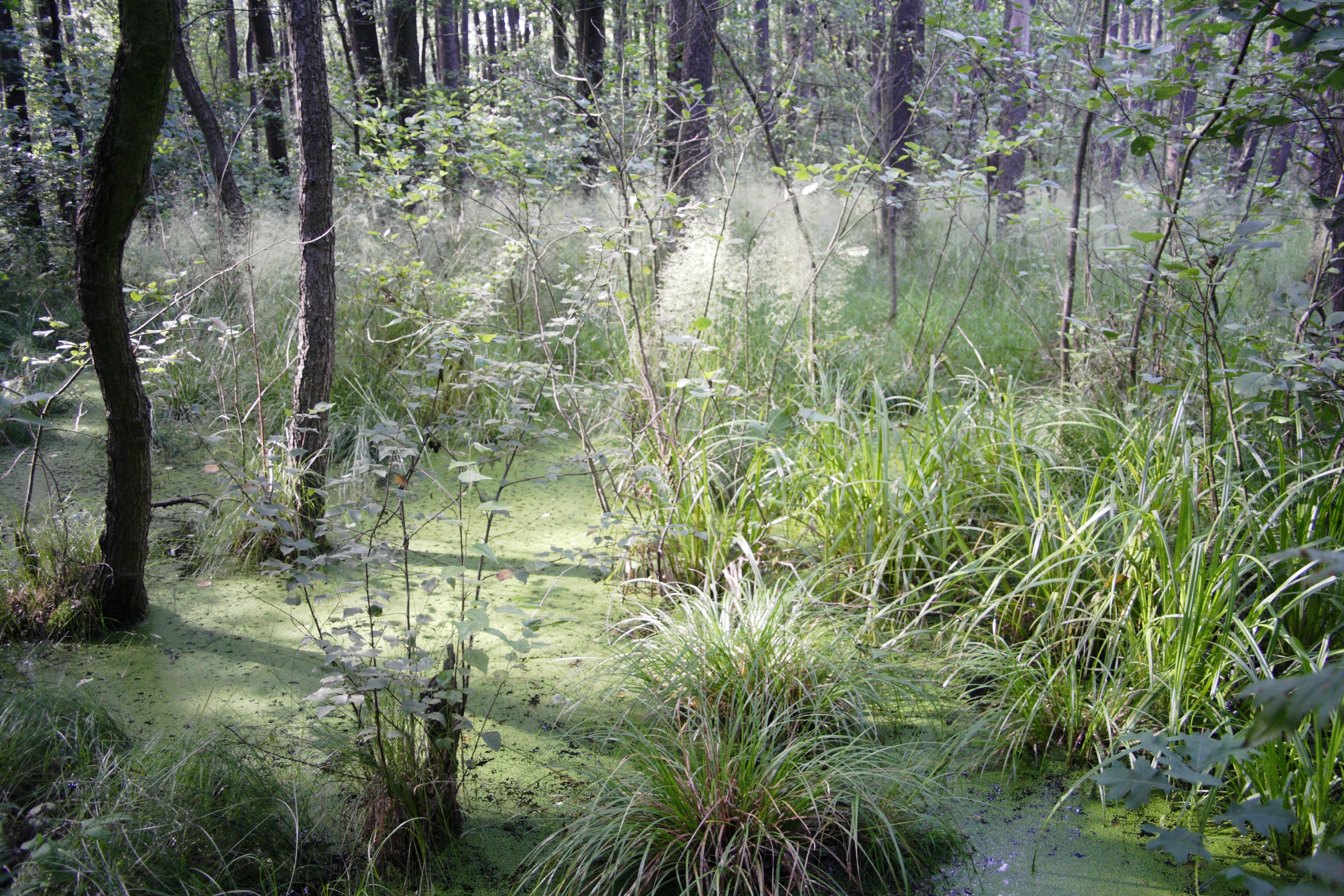
Naturschutzgebiet Gruna (August 2011)

Das Naturschutzgebiet Gruna liegt im Landkreis Nordsachsen in Sachsen.
Es erstreckt sich östlich von Gruna, einem Ortsteil der Gemeinde Laußig, und südöstlich des Kernortes von Laußig. Am östlichen Rand des Gebietes verläuft die S 11, westlich des Gebietes fließt die Mulde, ein linker Nebenfluss der Elbe, und verläuft die B 107.

## Bedeutung
Das rund 28,9 ha große Gebiet mit der NSG-Nr. L 05 wurde im Jahr 1995 unter Naturschutz gestellt.